# Mycerinodes puerilis
Mycerinodes puerilis är en skalbaggsart som beskrevs av Hermann Julius Kolbe 1894. Mycerinodes puerilis ingår i släktet Mycerinodes och familjen långhorningar. Inga underarter finns listade i Catalogue of Life.